# سیارک ۷۶۵

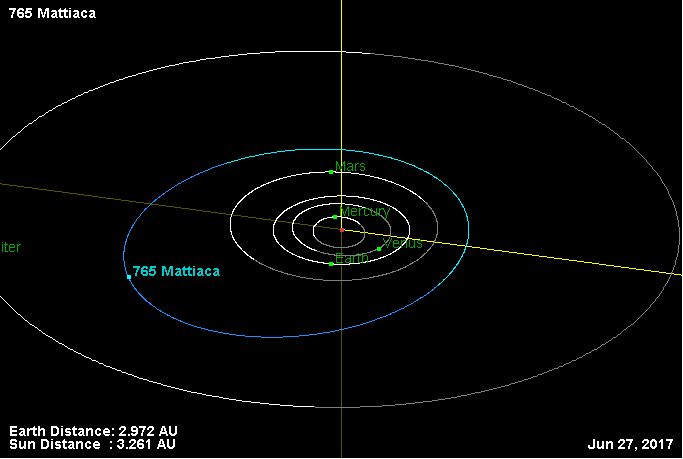
نمایی از محل قرارگیری سیارک ۷۶۵ در مدار – ۲۰۱۷

سیارک ۷۶۵ (به انگلیسی: 765 Mattiaca، نامگذاری:1913SV) هفتصد و شصت و پنجمین سیارک کشف شده‌است که در ۲۶ سپتامبر ۱۹۱۳ و در هایدلبرگ کشف شد.
قدر مطلق سیارک برابر ۱۲٫۴۰ است.